# Francisco J. Múgica
Francisco J. Múgica är en ort i Mexiko.   Den ligger i kommunen Morelia och delstaten Michoacán de Ocampo, i den södra delen av landet, 210 km väster om huvudstaden Mexico City. Francisco J. Múgica ligger 1 906 meter över havet och antalet invånare är 290.
Terrängen runt Francisco J. Múgica är kuperad åt sydost, men åt nordväst är den platt. Runt Francisco J. Múgica är det ganska tätbefolkat, med 124 invånare per kvadratkilometer. Närmaste större samhälle är Morelia, 10,0 km väster om Francisco J. Múgica. I omgivningarna runt Francisco J. Múgica växer huvudsakligen savannskog.